# Otto Cordes
Otto Cordes (Magdeburgo, 31 agosto 1905 – San Paolo, 24 dicembre 1970) è stato un pallanuotista tedesco, vincitore di una medaglia d'oro all'olimpiade di Amsterdam 1928 ed una d'argento a Los Angeles 1932.
Era il padre di Burkhard Cordes.